# Albrecht von Graefe

Albrecht von Graefe

Friedrich Wilhelm Ernst Albrecht von Graefe (* 22. Mai 1828 in Berlin; † 20. Juli 1870 ebenda) war ein deutscher Augenarzt, königlich preußischer Geheimer Medizinalrat und ordentlicher Professor der von ihm reformierten Augenheilkunde an der Friedrich-Wilhelms-Universität Berlin. Er begründete in Deutschland die Augenheilkunde oder Ophthalmologie, die bis dahin zur Chirurgie gehörte, als selbstständiges Fach.

## Herkunft

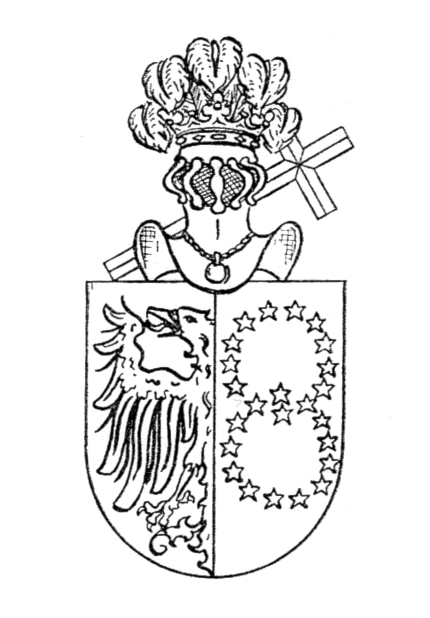
Wappen der Familie Graefe (1826)

Albrecht von Graefe entstammt einer sächsischen Familie und war der Sohn des königlich preußischen Geheimen Medizinalrats und Generalstabsarztes der Armee Carl Ferdinand von Graefe (1787–1840), ordentlicher Professor der Medizin und Chirurgie sowie Gründungsdirektor der Chirurgischen Klinik der Universität Berlin, und dessen Frau Auguste von Alten (1797–1857). Vater Carl Ferdinand war erst am 2./14. Februar 1826 in Sankt Petersburg in den polnischen erblichen Adelsstand erhoben worden mit preußischer Adelsanerkennung am 16. November 1826 in Berlin. 
Albrecht von Graefe war ein Patenkind des preußischen Königs Friedrich Willhelm III. Dessen jüngster Sohn, Prinz Albrecht von Preußen, war ein weiterer Pate. Auf ihn nimmt Albrecht von Graefes Vorname Bezug.
Graefes Geburtshaus war die 1824 von Karl Friedrich Schinkel erbaute Villa Finkenherd in Berlin-Tiergarten, die ab 1880 das bekannte Ausflugslokal „Charlottenhof“ beherbergte und 1943 den Bomben des Zweiten Weltkriegs zum Opfer fiel. An seiner Stelle wurde 1970 aus Anlass des hundertsten Todestages Albrecht von Graefes eine Gedenkstele errichtet, auf der zu lesen ist: „Hier stand der Finkenherd, das Geburtshaus Albrecht von Graefes, geb. 22. Mai 1828, gest. 20. Juli 1870“.

## Leben

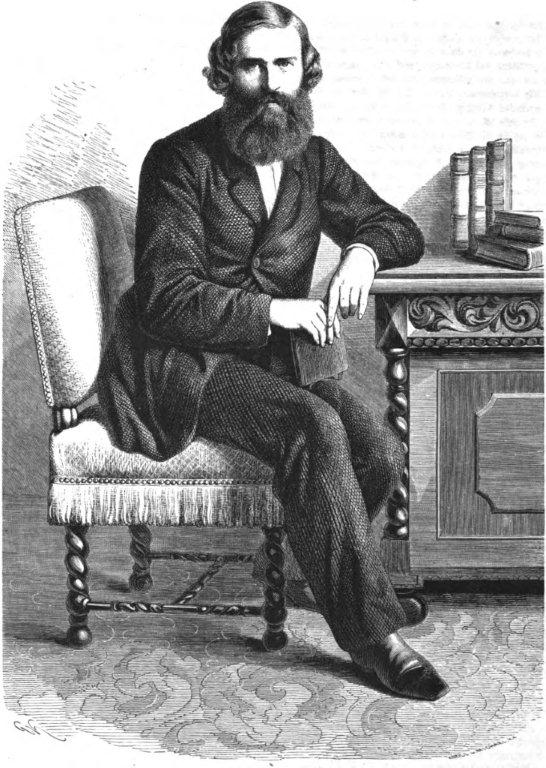
Albrecht von Graefe, 1865

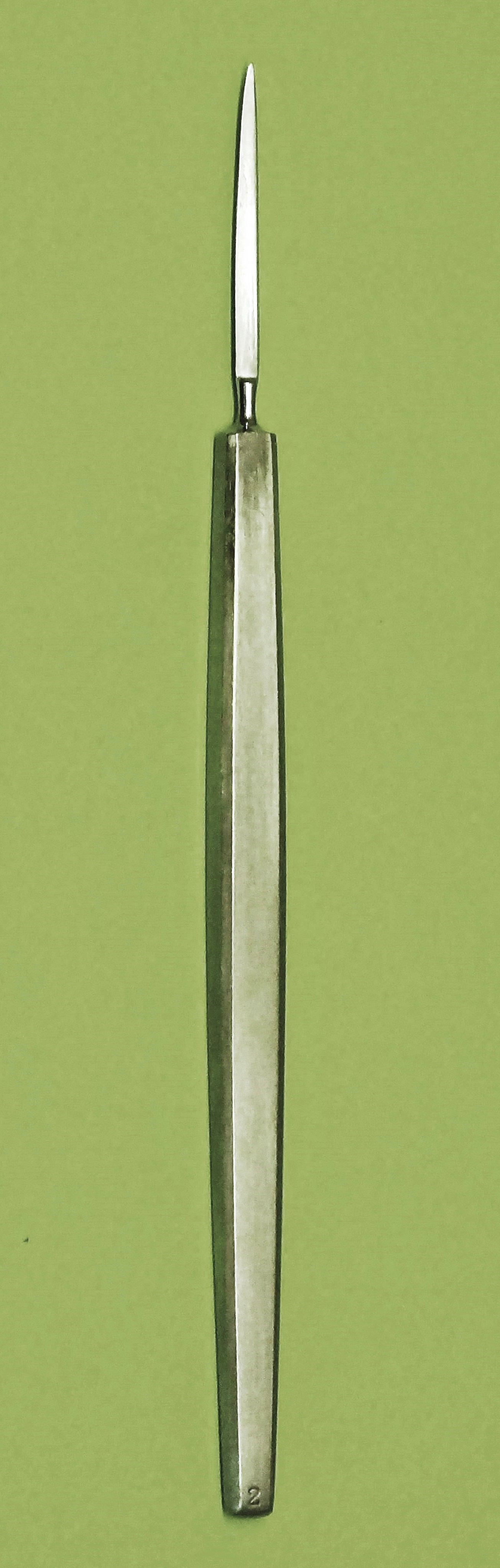
Star-Messer nach Graefe

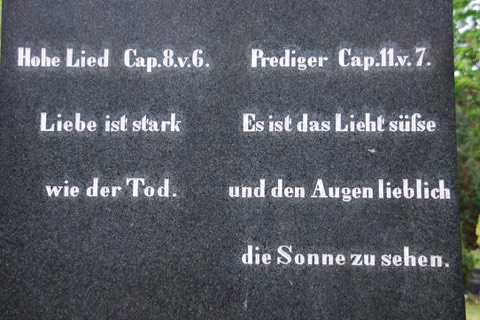
Inschrift Grabrückseite

Albrecht von Graefe besuchte das Französische Gymnasium und studierte ab 1843 Medizin, Mathematik, Physik und Chemie in Berlin. Zu seinen Lehrern gehörten Lukas Schönlein, Emil du Bois-Reymond, Rudolf Virchow und Johann Christian Jüngken. Seine Dissertation mit dem Titel De bromo ejusque praesipuis praeparatis verfasste Graefe 1847 (auf Lateinisch) bei Johannes Müller. Danach war er Assistenzarzt in Prag, wo er begann, sich ganz der Augenheilkunde zu widmen. Als seinen ersten Lehrer auf augenheilkundlichem Gebiet nennt Graefe Ferdinand von Arlt, welchem er in Prag erstmals im Herbst 1848 begegnete.
Er lernte weiter in Paris (bei Sichel und Desmarres), Wien (bei Friedrich Jäger von Jaxtthal) und London (bei William Bowman und George Critchett (1817–1882)) und kehrte 1852 nach Berlin zurück, wo er sich im selben Jahr für Chirurgie und Augenheilkunde habilitierte und 1855 eine von ihm angeregte private Augenklinik mit 120 Betten eröffnete, welche die erste zahnärztliche Klinik zu Unterrichtszwecken in Deutschland war und sowohl in der Praxis wie auch in der Forschung alsbald Weltruhm genoss. Bei der Behandlung war Graefe außerordentlich sozial eingestellt, da er keinen Unterschied hinsichtlich der sozialen Schichten machte – nicht zuletzt deshalb nannte ihn sein Schüler Julius Hirschberg in einem Nachruf einen „Apostel der leidenden Menschheit“.
Zwei Jahre später, 1854, gründete er mit dem „Archiv für Ophthalmologie“ die erste augenärztliche Fachzeitschrift. Gemeinsam mit dem österreichischen Ophthalmologen Ferdinand von Arlt und dem niederländischen Physiologen Frans Cornelis Donders fungierte Graefe als Herausgeber. Zudem verfasste er zahlreiche wissenschaftliche Aufsätze. Er brachte die sich formierende Augenheilkunde mit anderen medizinischen Disziplinen dadurch in Verbindung, dass er die Zusammenhänge zwischen Augenleiden und inneren oder neurologischen Erkrankungen wie Diabetes mellitus, Nierenleiden oder Hirntumoren (Stauungspapille) aufdeckte. Eine verbesserte Methode zur Operation des Grauen Stars legte er 1857 vor. Im Jahr 1858 wurde Graefe zum Mitglied der Leopoldina gewählt. Im Jahr 1864 hatte er das nach ihm benannte Graefe-Zeichen (oder Graefesche Zeichen) beim Morbus Basedow beschrieben. 1868 wurde Graefe Direktor der augenärztlichen Abteilung der Charité und war besonders erfolgreich bei der Behandlung des Grünen Stars und des von ihm schon zuvor untersuchten Schielens (Strabismus). Ab 1866 wirkte er zudem als Ordinarius an der Universität Berlin. Im selben Jahr publizierte er eine erste ausführliche Beschreibung der sympathischen Ophthalmie. Die von Graefe entwickelte Operationstechnik, „modifiziert lineare Extraktionsmethode“, des grauen Stars war Grundlage für die Operationsmethoden dieser Erkrankung bis in die 1960er Jahre. Bis dahin war das von ihm eingeführte schmale Starmesser, „Graefe-Messer“, zur Eröffnung des Auges in Gebrauch. Mehr als 10.000 Augenoperationen soll er durchgeführt haben. Zu seinen bedeutenden Leistung zählt auch die Empfehlung der Iridektomie bei Glaukom. Verschiedene Fachbegriffe tragen den Namen des Mediziners, wie beispielsweise das „Graefe-Syndrom“, der „Graefe-Fleck“ oder der „Graefe-Reflex“. Auch die konsequente Anwendung des von Helmholtz in Königsberg (Preußen) entwickelten Augenspiegels, von dem er im November 1851 vom Königsberger Institutsmechaniker ein Exemplar erbat, geht auf ihn zurück. Damit schuf er die Diagnostik der Augenkrankheiten des Augenhintergrundes (Aderhaut, Netzhaut, Sehnerv) und damit eine genauere Identifizierung der als Amblyopie bezeichneten Augenleiden. 1857 fand der erste Kongress der späteren „Deutschen ophthalmologischen Gesellschaft“ (ab 1920 so benannt) in Heidelberg statt, der von Graefe initiiert wurde.
Als Lehrer Johann Friedrich Horners gab Graefe den Anstoß zur Entwicklung der Ophthalmologie in der Schweiz. Von 1859 bis 1869 kam Graefe regelmäßig im September zur Erholung ins ausserrhodische Heiden und operierte Augenkranke aus aller Welt. Das Hotel Freihof verwandelte sich während seiner Anwesenheit in eine Augenklinik. Graefe trug entscheidend zum Aufschwung Heidens als Kurort bei. Ihm zu Ehren wurde im Waldpark ein Gedenkstein aufgestellt.
Zu Albrecht von Graefes Schülern gehörten unter anderem Karl Schweigger und Theodor Leber, die sich bei ihm habilitierten, sowie von Zehender, Hermann Schmidt-Rimpler, Julius Jacobson, Alfred Graefe (Albrecht von Graefes Cousin), Theodor Saemisch und Wilhelm Manz (1833–1911). Auch der mit ihm eng befreundete Zahn- und Augenarzt Robert Ritter von Welz und der Anatom Heinrich Müller zählen zu den von ihm in der Augenheilkunde ausgebildeten Medizinern. Zu Graefes Patienten gehörte unter anderem der Mediziner Carl Friedrich von Marcus.
Albrecht von Graefe starb 1870 im Alter von nur 42 Jahren in Berlin an Lungentuberkulose. Beigesetzt wurde er auf dem Friedhof II der Jerusalems- und Neuen Kirche vor dem Halleschen Tor. Er ruht dort an der Seite seiner Gattin Anna geb. von Knuth. Auch die Gräber seiner Eltern und seines Großvaters mütterlicherseits befinden sich in der Nähe. Als Grabstein dient eine dunkle Stele mit Dreiecksgiebel, die auf einem Granitsockel steht. An der Vorderseite ist ein marmornes Relieftondo eingelassen, welches das Ehepaar Graefe im Profil zeigt, ein Werk des Bildhauers Bernhard Afinger aus dem Jahr 1874. Auf der Rückseite der Grabstele stehen zwei Verse aus der Bibel: „Liebe ist stark wie der Tod“ (Hohes Lied 8, Vers 6) und „Es ist das Licht süße und den Augen lieblich, die Sonne zu sehen“ (Prediger 11, Vers 7).

## Familie
Albrecht von Graefe heiratete am 7. Juni 1862 in der Heilandskirche in Sacrow bei Potsdam Anna Gräfin Knuth (Haus Conradsborg) (* 15. März 1842 in Frederiksborg, Dänemark; † 22. März 1872 in Nizza, Südfrankreich), die Tochter des königlich dänischen Kammerherrn und Amtmanns Graf Hans Schack Knuth und der Frederikke de Løvenørn. Joachim Sigismund Ditlev Knuth war ihr Bruder. Das Paar hatte fünf Kinder, von denen zwei früh starben:
- Anna Frederike Auguste (* 21. Juni 1863; † 19. Dezember 1939) ⚭ 28. Juni 1890 Erich Svantus von Bonin, Hauptmann
- Ottilie Wanda Blinda (* 5. Januar 1865; † 20. August 1865)
- Olga (* 18. Juni 1866; † 11. November 1949) ⚭ 11. Mai 1887 Maximilian von Mitzlaff, Rittmeister
- Karl Albrecht (1868–1933) Reichstagsabgeordneter ⚭ Freiin Sophie von Blomberg (* 6. Oktober 1874; † 11. Januar 1938)
- Ernst Max (* 2. Juli 1869; † 13. Juli 1869)

Die Autorin Blida Heynold von Graefe war seine Enkelin.

## Ehrungen und Denkmale
- Aufstellung einer Marmorbüste von Albrecht von Graefe, geschaffen von Alexander Gilli, in der Aula der Universität 1873, (Kunstsammlung der Humboldt-Universität zu Berlin).
- Bronzebüste in der Augenklinik der Georg-August-Universität Göttingen
- Schon 1875, nur fünf Jahre nach dem Tod des Mediziners, wurde in Berlin-Kreuzberg die „Straße Nr. 7“ als Graefestraße benannt, die wiederum heute Namensgeber für den umgebenden Graefekiez ist.[17] Die Straße befindet sich im „Professorenviertel“ beim Krankenhaus Am Urban.
- Am Haus Reinhardtstraße 34 in Berlin-Mitte am Gebäude der ehemaligen Hirschberg’schen Augenklinik ist ein Medaillon von A. von Graefe angebracht. Eine Gedenktafel am Haus seiner ehemaligen Augenklinik in der Karlstrasse 46, heute Reinhardtstr. 58, wurde entfernt.[18]
- Auf Beschluss des Berliner Senats ist die letzte Ruhestätte Albrecht von Graefes auf dem Friedhof II der Jerusalems- und Neuen Kirche (Grabstelle 211-EB-69) in Berlin-Kreuzberg seit 1956 als Ehrengrab des Landes Berlin gewidmet. Die Widmung wurde im Jahr 2016 um die übliche Frist von zwanzig Jahren verlängert.[19]
- Aufstellung einer von der Familie gestifteten Marmorbüste Albrecht von Graefes im Operationssaal der Universitätsaugenklinik 1882 (Kunstsammlung der Humboldt-Universität zu Berlin).
- In Berlin-Mitte befindet sich ein Denkmal für den Arzt, das, nach einer Initiative der Berliner Medizinischen Gesellschaft 1872, mit finanzieller und logistischer Hilfe Franz Mendelssohns und mit weltweiten Spendengeldern, 1882 nach Entwürfen von Martin Gropius und Heino Schmieden geschaffen wurde. Die Zentralfigur stammt von dem Bildhauer Rudolf Leopold Siemering. Das Denkmal stand ursprünglich im Garten der Charité und hat seinen heutigen Platz vor dem Klinikumgelände an der Ecke Luisen-/Schumannstraße, nur einige Schritte entfernt vom Denkmal für den Gründer der modernen Pathologie Rudolf Virchow. Nach seiner Beschädigung wurde das Denkmal nach dem Zweiten Weltkrieg wiederhergestellt.[20] Die Bronzeplastik würdigt Albrecht von Graefe mit der zweigeteilten Inschrift:[21]
O, eine edle Himmelsgabe ist das Licht des Auges – alle Wesen leben vom Lichte.
 Jedes glückliche Geschöpf – die Pflanze selbst kehrt freudig sich zum Lichte.
- Die Verleihung der Graefe-Medaille ist eine der höchsten Auszeichnungen in der Augenheilkunde und findet nur alle 10 Jahre statt. Die Medaille war von dem Bildhauer Ferdinand Hartzer gestaltet worden.
- Der mit Graefe eng befreundete Würzburger Augenarzt Robert Ritter von Welz stiftete 1874 den von Graefeschen Preis.[22] Da er inzwischen erloschen ist, wurde er durch Schenkungen der deutschen Lehrer der Augenheilkunde sowie des Vereins Rheinisch-Westfälischer Augenärzte als von-Graefe-Preis wiederbelebt und wird alle zwei Jahre von der DOG verliehen.[23]
- Die Berliner Medizinische Gesellschaft verleiht seit 1981 in unregelmäßigen Abständen die Albrecht-von-Graefe-Medaille.
- Im Hansaviertel befindet sich ein Denkmal des Bildhauers Edzard Hobbing, gestiftet zum 100. Todestag von der Vereinigung „Deutsche Augenärzte“[24]
- Seit September 2015 trägt die Schule in der nach Graefe benannten Straße in Berlin-Kreuzberg den Namen Albrecht-von-Graefe-Schule.[25]

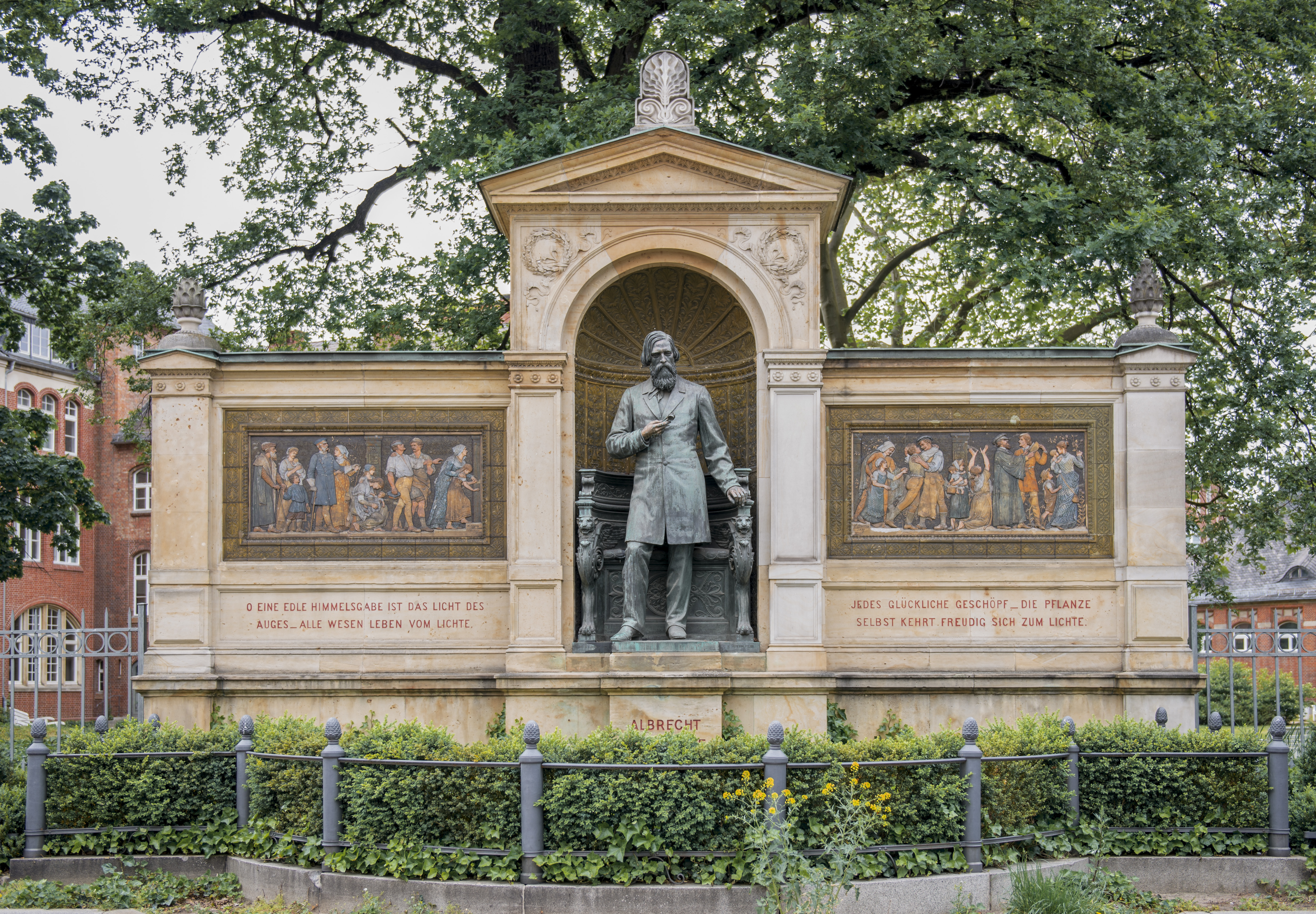
Denkmal von 1882 in Berlin
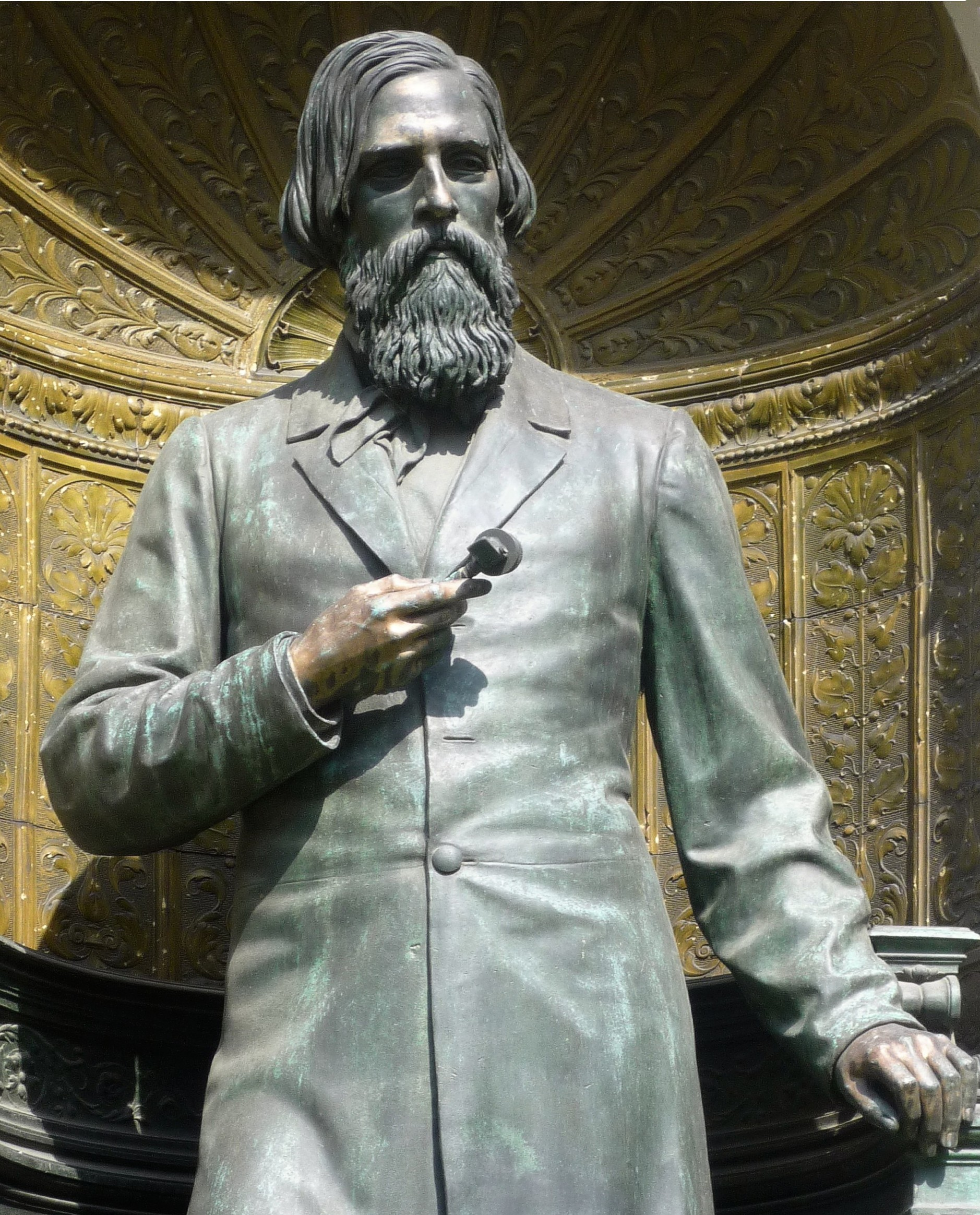
Denkmal von 1882 in Berlin, Detail
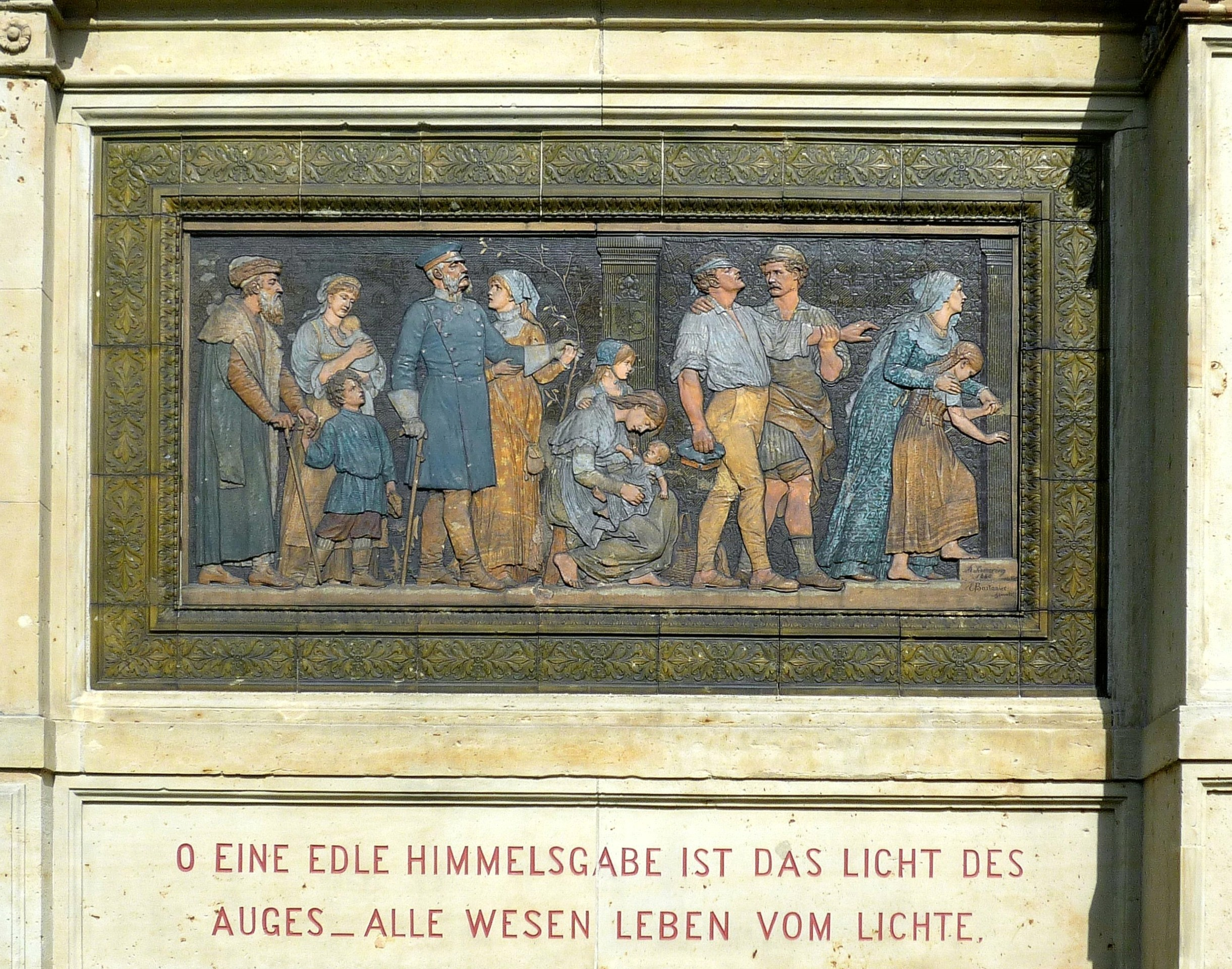
Denkmal von 1882 in Berlin, Detail
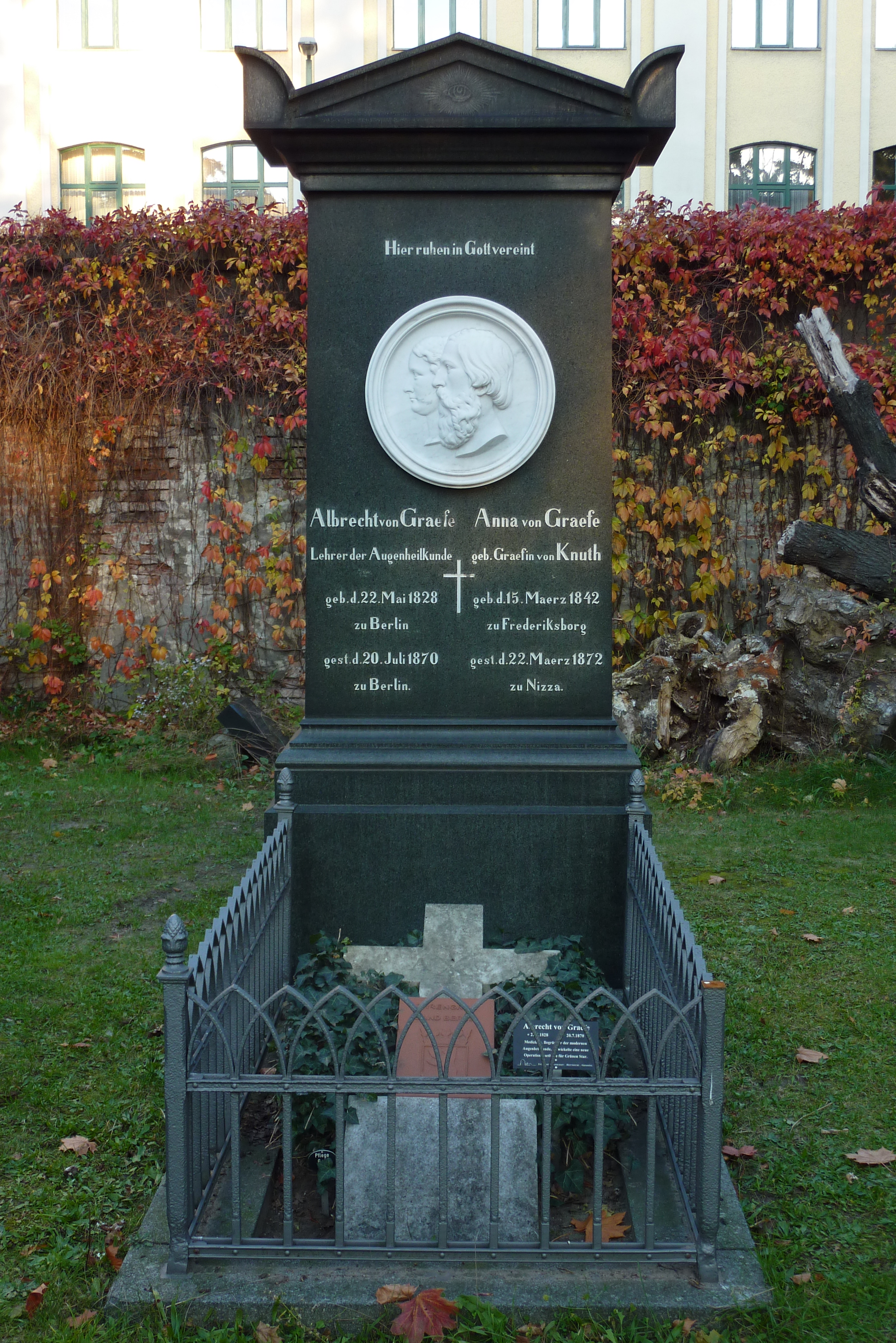
Ehrengrabstätte in Berlin-Kreuzberg
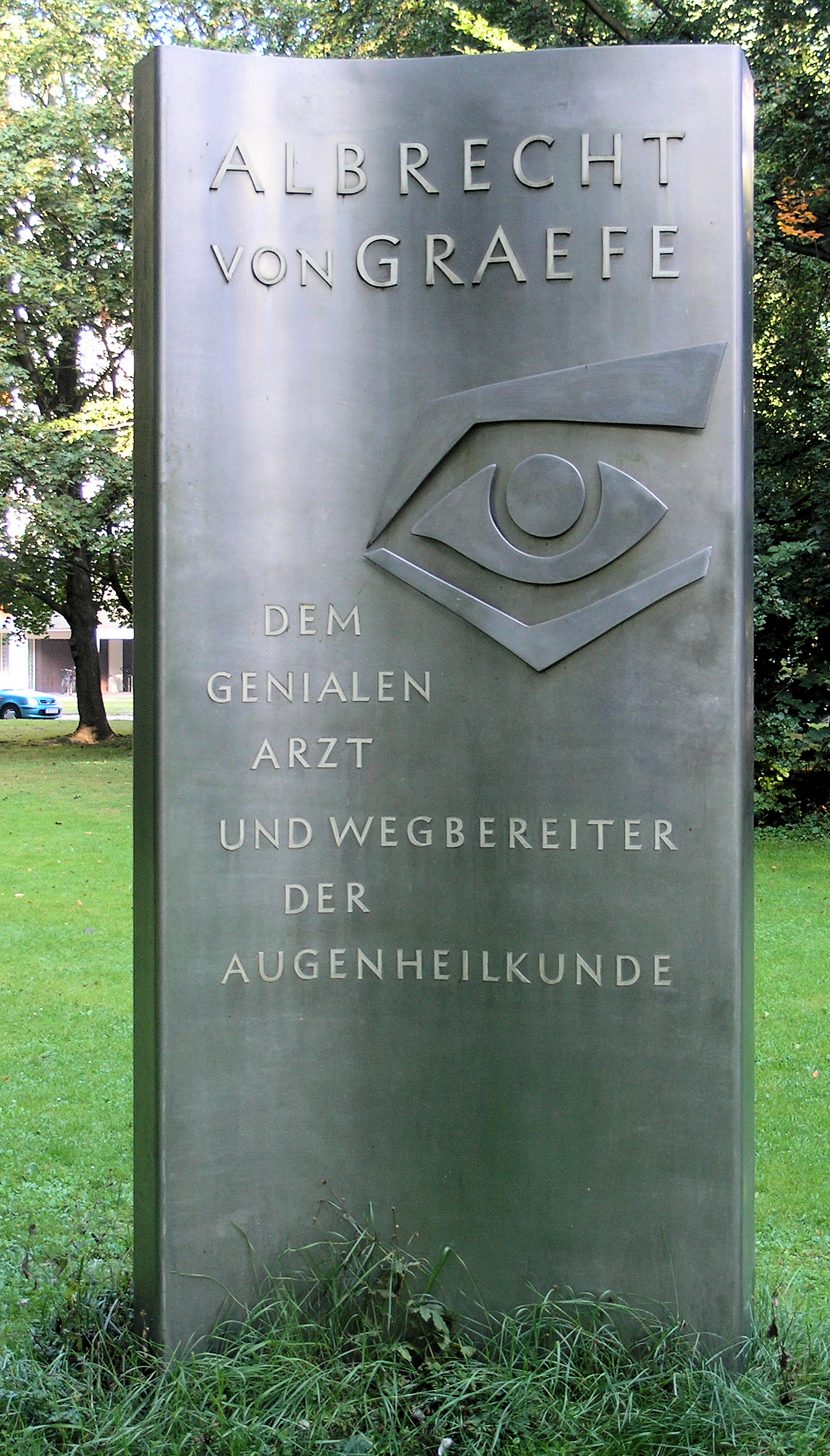
Denkmal zum 100. Todestag (Edzard Hobbing 1970)
Briefmarke der Deutschen Bundespost Berlin 1978
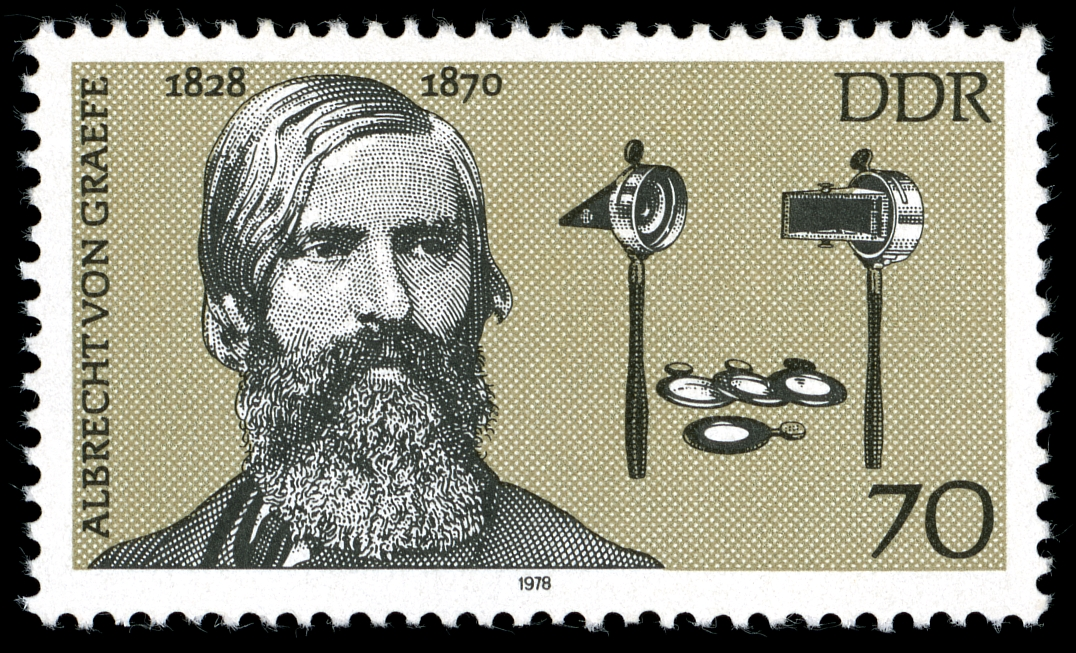
Briefmarke der Deutschen Post 1978

## Schriften (Auswahl)
- Augenkrankheiten und ihre Behandlung. Hrsg. von Julius Hirschberg. Verlag Georg Thieme, Leipzig 1925.